# تری‌کوبلاست
تری‌کوبلاست یک سلول ریزودرمی (rhizodermis: خارجی‌ترین سلول لایه اصلی) خاص است، که موی ریشه را تشکیل می‌دهد. سلول‌هایی که موهای ریشه را تشکیل نمی‌دهند، atrichoblasts نامیده می‌شوند. تری‌کوبلاست‌ها معمولاً کوتاهتر از اتریکوبلاست‌ها هستند و در بسیاری از گیاهان دولپه‌ای در ردیف‌هایی طولی به همراه ردیفی از اتریکوبلاست‌ها قرار دارند. در گیاهان تک‌لپه‌ای و گونه‌هایی از تیره‌ی نیلوفرآبیان، تری‌کوبلاست‌ها و اتریکوبلاست‌ها کم و بیش به‌طور مرتب در یک ردیف هستند.
تری‌کوبلاست‌ها ابتدا در سال ۱۸۶۸ توسط کارل ویلهلم فون نگلی و هابرت لایتگی مشاهده شد.